# Vincenzo Gemito
Vincenzo Gemito (Napulj, 16. srpnja 1852. – Napulj, 1. ožujka 1929.), 
talijanski kipar
Svojim figurama (ribari, vodnoše, tipovi iz napuljskog puka) i portretima (Giuseppe Verdi, slikari G. Boldoni i E. Meissonier) davao je izrazito naturalistička obilježja. Smatra se jednim od glavnih predstavnika verizma u talijanskoj skulpturi. U kasnijoj fazi njegov način modelacije postaje smireniji i približava se klasicističkim uzorima. Značajni su i njegovi portreti rađeni u crtežu.